# جورج إتش. بيرس
جورج إتش. بيرس هو سياسي أمريكي، ولد في 27 يونيو 1872، وتوفي في 1 أكتوبر 1967. نشط حزبياً في الحزب الجمهوري. وقد انتخب عضو مجلس ولاية نيويورك ‏.